# Aegolius harrisii
La civetta di Harris o  civetta capogrosso del Sudamerica (Aegolius harrisii (Cassin, 1849)) è un uccello rapace della famiglia Strigidae, diffuso in Sud America.

## Etimologia
Il nome scientifico commemora l'ornitologo statunitense Edward Harris (1799 – 1863).

## Distribuzione e habitat
La specie è diffusa in Argentina Bolivia, Brasile, Colombia, Ecuador, Paraguay, Perù, Uruguay e Venezuela.

## Tassonomia
La civetta di Harris comprende le seguenti sottospecie:
- Aegolius harrisii dabbenei Olrog, 1979
- Aegolius harrisii harrisii (Cassin, 1849)
- Aegolius harrisii iheringi (Sharpe, 1899)